# 이 땅은 나의 것
이 땅은 나의 것(This Land Is Mine)은 미국에서 제작된 장 르누아르 감독의 1943년 영화이다. 찰스 로튼 등이 주연으로 출연하였고 더들리 니콜스 등이 제작에 참여하였다.

## 출연

### 주연
- 찰스 로튼
- 모린 오하라

### 조연
- 조지 샌더스
- 발터 슬레작
- 켄트 스미스
- 우나 오코너
- 필립 메리베일
- 터스톤 홀
- 조지 컬러리스
- 낸시 게이트
- 이반 F. 심슨

## 제작진
- 협력프로듀서: 유진 로리
- 미술: 유진 로리
- 의상: 레니